# نيمانيا ماكسيموفيتش
نيمانيا ماكسيموفيتش (بالصربية: Немања Максимовић)‏؛ مواليد 26 يناير 1995 في بانيا كوفيلياتشا، صربيا والجبل الأسود، هو لاعب كرة قدم صربي يلعب مع نادي خيتافي كوسط دفاعي. مثّل منتخب صربيا لكرة القدم.

## المسيرة الاحترافية

### البداية المبكرة
ولد ماكسيموفيتش في بانيا كوفيلجيا، ولعب في صفوف شباب ريد ستار بلغراد حتى سن 19 عامًا، ولكن تم إنهاء عقده. بعد أدائه في بطولة أوروبا تحت 19 سنة 2013، وقع مع النادي السلوفيني نادي دومجاله. شارك لأول مرة في 18 أكتوبر 2013 في مباراة انتهت بالتعادل 2-2 ضد نادي زافري.

### أستانا
في 7 فبراير 2015 وقع ماكسيموفيتش عقدًا لمدة عامين ونصف مع نادي أستانا في الدوري الكازاخستاني الممتاز. في 27 أغسطس 2015 سجل ماكسيموفيتش هدف التعادل أمام نادي أبويل في مباراة الإياب من تصفيات دوري أبطال أوروبا 2015–16، والتي تأهلت أستانا إلى أول مرة لدوري أبطال أوروبا.

### فالنسيا
في 2 يوليو 2017 أعلنت فالنسيا توقيع عقد مع ماكسيموفيتش حتى عام 2022. ظهر لأول مرة للنادي في 18 أغسطس، حيث جاء كبديل متأخر لكارلوس سولير في مباراة في الدوري الإسباني انتهت بالفوز 1-0 ضد نادي لاس بالماس.

### خيتافي
في 16 يوليو 2018 وقع ماكسيموفيتش عقدًا مع خيتافي حتى عام 2024.

## المشاركة الدولية
لعب ماكسيموفيتش لفريق صربيا تحت 19 عامًا الذي فاز بالبطولة الأوروبية تحت 19 عام 2013. تم اختياره في تشكيلة صربيا تحت 20 سنة في بطولة كأس العالم تحت 20 لسنة 2015 في نيوزيلندا، وسجل هدف الفوز في الوقت الإضافي في المباراة النهائية، بفوزه على منتخب البرازيل 2-1. ظهر ماكسيموفيتش لأول مرة مع منتخب صربيا في 23 مارس 2016، في مباراة أمام منتخب بولندا انتهت بالهزيمة 1-0. في مايو 2018 تم اختياره في تشكيلة صربيا التمهيدية لكأس العالم 2018 في روسيا، لكنه لم يتم اختياره للمجموعة النهائية.

## الإحصائيات

### إحصائيات الأندية
آخر تحديث 19 مايو 2019.
| النادي       | الموسم    | الدوري                      | الدوري | الدوري  | الكأس الوطني | الكأس الوطني | قارات  | قارات   | أخرى   | أخرى    | المجموع | المجموع |
| النادي       | الموسم    | الدرجة                      | الظهور | الأهداف | الظهور       | الأهداف      | الظهور | الأهداف | الظهور | الأهداف | الظهور  | الأهداف |
| ------------ | --------- | --------------------------- | ------ | ------- | ------------ | ------------ | ------ | ------- | ------ | ------- | ------- | ------- |
| نادي دومجاله | 2013-2014 | 1. دوري سلوفينيا لكرة القدم | 11     | 0       | 0            | 0            | 0      | 0       | -      | -       | 11      | 0       |
| نادي دومجاله | 2014–15   | 1. دوري سلوفينيا لكرة القدم | 16     | 3       | 3            | 1            | -      | -       | -      | -       | 19      | 4       |
| نادي دومجاله | المجموع   | المجموع                     | 27     | 3       | 3            | 1            | 0      | 0       | 0      | 0       | 30      | 4       |
| أستانا       | 2015      | دوري كازاخستان الممتاز      | 23     | 6       | 3            | 0            | 11     | 1       | 1      | 0       | 38      | 7       |
| أستانا       | 2016      | دوري كازاخستان الممتاز      | 31     | 3       | 1            | 0            | 10     | 2       | 1      | 0       | 43      | 5       |
| أستانا       | 2017      | دوري كازاخستان الممتاز      | 0      | 0       | 0            | 0            | 0      | 0       | 0      | 0       | 0       | 0       |
| أستانا       | المجموع   | المجموع                     | 54     | 9       | 4            | 0            | 21     | 3       | 2      | 0       | 81      | 12      |
| نادي فالنسيا | 2017-18   | الدوري الإسباني             | 15     | 0       | 6            | 1            | -      | -       | -      | -       | 21      | 1       |
| نادي خيتافي  | 2018–19   | الدوري الإسباني             | 36     | 1       | 4            | 0            | -      | -       | -      | -       | 40      | 1       |
| الإجمالي     | الإجمالي  | الإجمالي                    | 132    | 13      | 17           | 2            | 21     | 3       | 2      | 0       | 172     | 18      |

### إحصائيات دولية
آخر تحديث 17 نوفمبر 2019.
| منتخب صربيا | منتخب صربيا | منتخب صربيا | منتخب صربيا |
| العام       | الظهور      | الأهداف     |             |
| ----------- | ----------- | ----------- | ----------- |
| 2016        | 3           | 0           |             |
| 2017        | 1           | 0           |             |
| 2018        | 7           | 0           |             |
| 2019        | 8           | 0           |             |
| المجموع     | 19          | 0           |             |

## الإنجازات والتكريم

### الأندية
نادي أستانا
- دوري كازاخستان الممتاز: 2015، 2016
- كأس كازاخستان: 2016
- كأس السوبر الكازاخستاني: 2015

### الدولية
صربيا
- بطولة أوروبا تحت 19 سنة: 2013
- كأس العالم تحت 20 سنة FIFA : 2015

### الفردية
- وسام الاستحقاق،: (جمهورية صرب البوسنة)[14]

## روابط خارجية
- نيمانيا ماكسيموفيتش على موقع الاتحاد الدولي (مؤرشف)  (الإنجليزية)
- نيمانيا ماكسيموفيتش على موقع الاتحاد الأوربي (الإنجليزية)
- نيمانيا ماكسيموفيتش على موقع قاعدة بيانات كرة القدم.إي يو (الإنجليزية)
- نيمانيا ماكسيموفيتش على موقع ناشيونال فوتبول تيمز (الإنجليزية)
- نيمانيا ماكسيموفيتش على موقع Soccerway.com (الإنجليزية)
- نيمانيا ماكسيموفيتش على موقع عالم كرة القدم.نت (الإنجليزية)
- نيمانيا ماكسيموفيتش على موقع AS.com (الإسبانية)

- نيمانيا ماكسيموفيتش  على سكروي
- الملف الشخصي باللغة السلوفينية